# Pacyfikacja wsi Krasowo-Częstki
Pacyfikacja wsi Krasowo-Częstki – masowy mord na ludności cywilnej, połączony z grabieżą i niszczeniem mienia, dokonany przez okupantów niemieckich 17 lipca 1943 roku we wsi Krasowo-Częstki w powiecie wysokomazowieckim.
11 lipca 1943 roku w kolonii Kalnik doszło do starcia oddziału partyzanckiego Armii Krajowej z niemiecką żandarmerią, w którego wyniku zginęło co najmniej ośmiu Niemców. W odwecie żandarmi z okolicznych posterunków, którymi według niektórych badaczy, dowodził komisarz powiatowy w Łomży, Karl von Groeben, spacyfikowali sąsiednie Krasowo-Częstki. Ofiarą masakry padło 257 Polaków, w większości kobiety i dzieci. Wieś po uprzednim ograbieniu doszczętnie spalono. Była to najkrwawsza pacyfikacja przeprowadzona przez Niemców na terenach przedwojennego województwa białostockiego, które po 1945 roku pozostały w granicach Polski.

## Geneza
Krasowo-Częstki leży w odległości około 12 kilometrów od stacji kolejowej w Szepietowie i około 19 kilometrów od Wysokiego Mazowieckiego. Przed pacyfikacją liczyło 70 gospodarstw i 276 mieszkańców. W okresie hitlerowskiej okupacji w okolicznych lasach operowały oddziały partyzanckie Armii Krajowej.
10 lipca 1943 roku pluton Kedywu Obwodu Wysokie Mazowieckie AK, którym dowodził ppor. Tadeusz Westfal ps. „Miś”, wyruszył na akcję przeciw mleczarni w Dąbrówce Kościelnej. Partyzanci zatrzymali się na nocleg w kolonii Kalnik. Nad ranem polskie ubezpieczenia dostrzegły, iż od strony Krasowa-Częstek nadciągają furmanki z niemieckimi żandarmami. Przyczyna, dla której Niemcy pojawili się we wsi, nie została jednoznacznie wyjaśniona. Ksiądz Józef Kaczyński przypuszczał, że poszukiwali braci Krassowskich, których partyzanci odbili kilka tygodni wcześniej z aresztu w Dąbrówce. Jerzy Smurzyński podaje z kolei, że o obecności partyzantów w Krasowie-Wólce doniósł im konfident Romuald Krassowski z Krasowa-Częstek (do wersji o donosie konfidenta przychyla się także Jan Jerzy Milewski). Z kolei w meldunkach AK pojawia się informacja, że partyzanci wdali się w walkę z niemiecką ekspedycją, która powracała z Łopieni, gdzie aresztowała kilkunastu członków konspiracji.
Jan Jerzy Milewski podaje, że partyzanci nie mając czasu na bezpieczny odskok, postanowili przyjąć walkę. Z kolei z datowanego na 16 lipca 1943 roku meldunku komendanta Okręgu Białystok AK ppłk Władysława Liniarskiego ps. „Mścisław” wynika, że celowo urządzili zasadzkę na niemiecką ekspedycję, chcąc uwolnić aresztowanych Polaków. Według opublikowanego później przez okupanta obwieszczenia w walce zginęło 8 Niemców („5 wojskowych, 3 żandarmów”), a także jeden polski woźnica. Z kolei partyzanci szacowali liczbę zabitych nieprzyjaciół na 11 lub 13 zabitych (w tym jednego polskiego funkcjonariusza Schutzmannschaft) oraz co najmniej 7 rannych. Polacy mieli także zdobyć kilka sztuk broni. Według tego samego źródła w strzelaninie zginęło dwóch polskich woźniców. Straty własne miały natomiast wynieść 3 zabitych i 3 lekko rannych. Dopiero pojawienie się niemieckich posiłków zmusiło polski oddział do odwrotu.
W tym czasie wikarym w parafii Trójcy Przenajświętszej w Tykocinie był pochodzący z Krasowa-Częstek ks. Józef Kaczyński. Utrzymywał on przyjazne relacje z dowódcą miejscowego Gendarmerie Abteilung, porucznikiem Philippem Schweigerem, który wraz z żoną zajmował mieszkanie na parafialnej plebanii. Trzy dni po potyczce oficer poinformował duchownego, że uczestniczył w naradzie w Białymstoku, podczas której zapadła decyzja, iż zostanie spacyfikowana największa wieś leżąca w pobliżu miejsca walki – tj. Krasowo-Częstki. Za zgodą i przy pomocy Schweigera, który prywatnie okazywał niechęć wobec hitlerowskiego reżimu, ks. Kaczyński udał się do rodzinnej wsi, aby ostrzec mieszkańców. Jego przestrogi spotkały się jednak z niedowierzaniem. Ludność była przekonana, że niemieckie represje mogą spaść co najwyżej na kolonię, w której rozegrała się potyczka. W słowa księdza nie uwierzyła nawet jego matka.
Sygnały ostrzegawcze dochodziły także z innych źródeł. Niemiec, który po rozpoczęciu hitlerowskiej okupacji przejął dwór Mazury nieopodal Jabłoni Kościelnej, zasugerował miejscowemu proboszczowi, że polska ludność zostanie ukarana za zabicie żandarmów. Duchowny ostrzegł wójta gminy Nowe Piekuty, Stanisława Olędzkiego, który wraz z rodziną ukrył się na parafii.

## Przebieg pacyfikacji

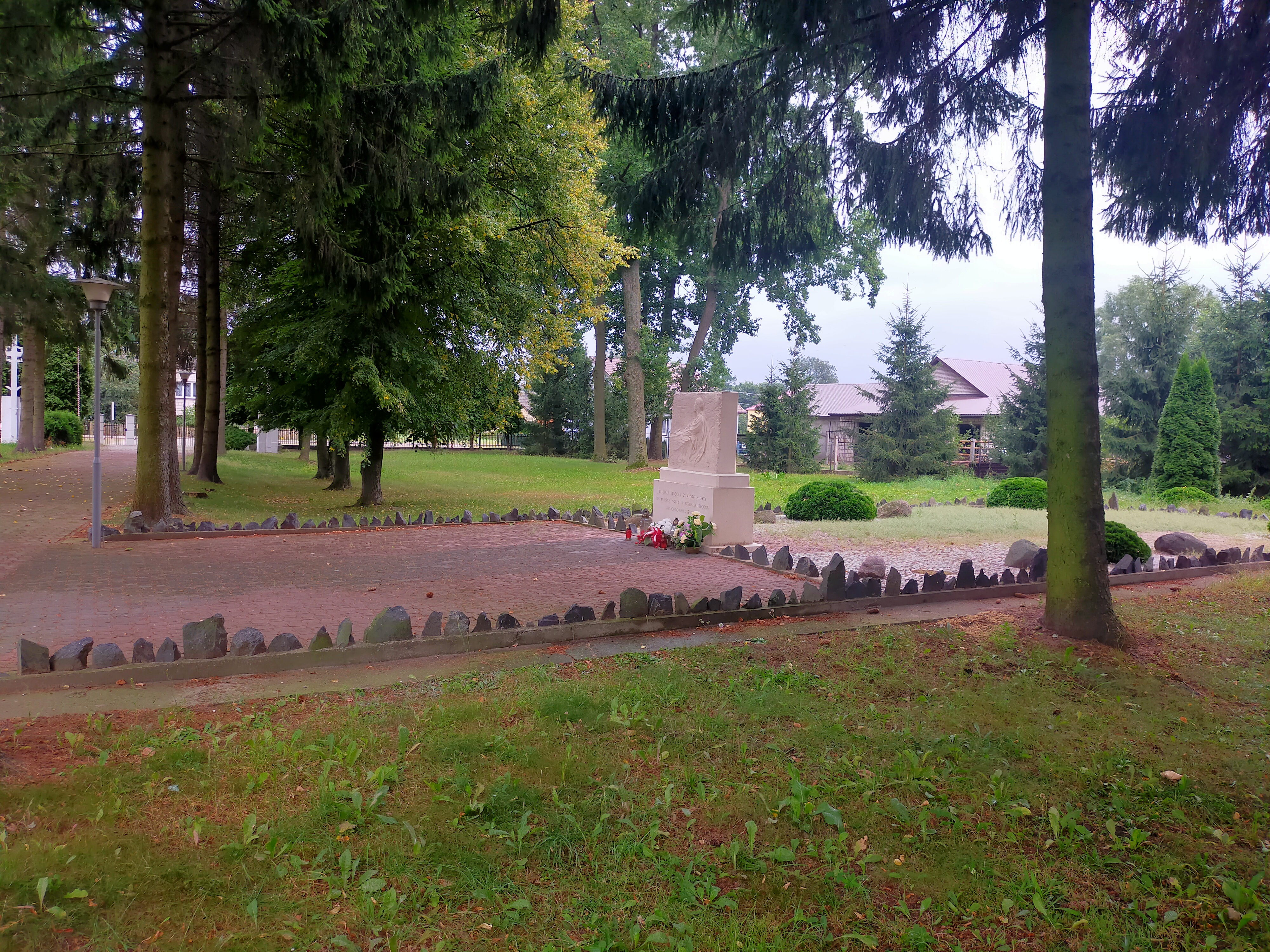
Miejsce, w którym stała stodoła Stanisława Jankowskiego, gdzie spędzono mieszkańców wioski i przetrzymywano przed dokonaniem egzekucji

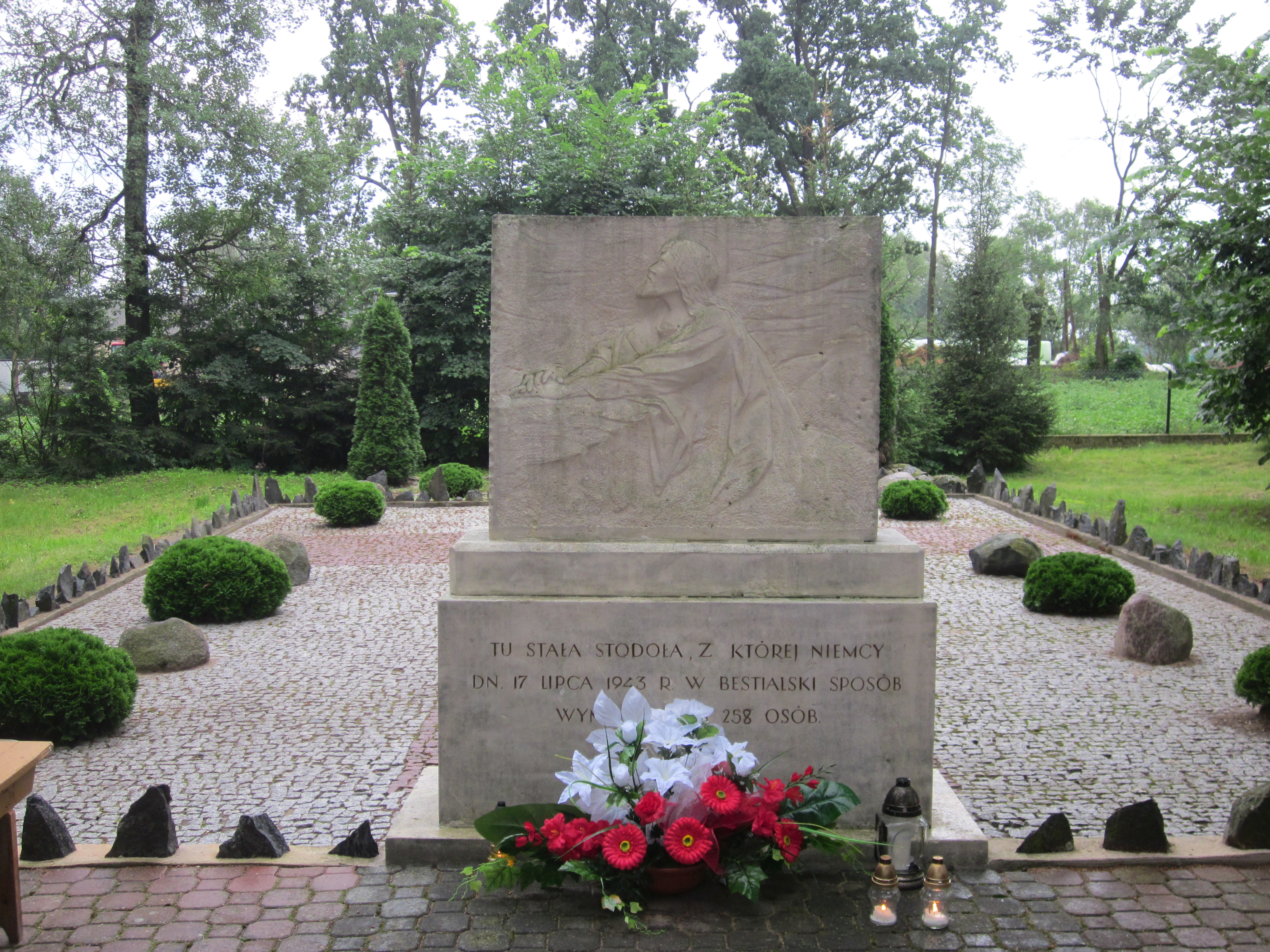
Tablica w miejscu po stodole Stanisława Jankowskiego

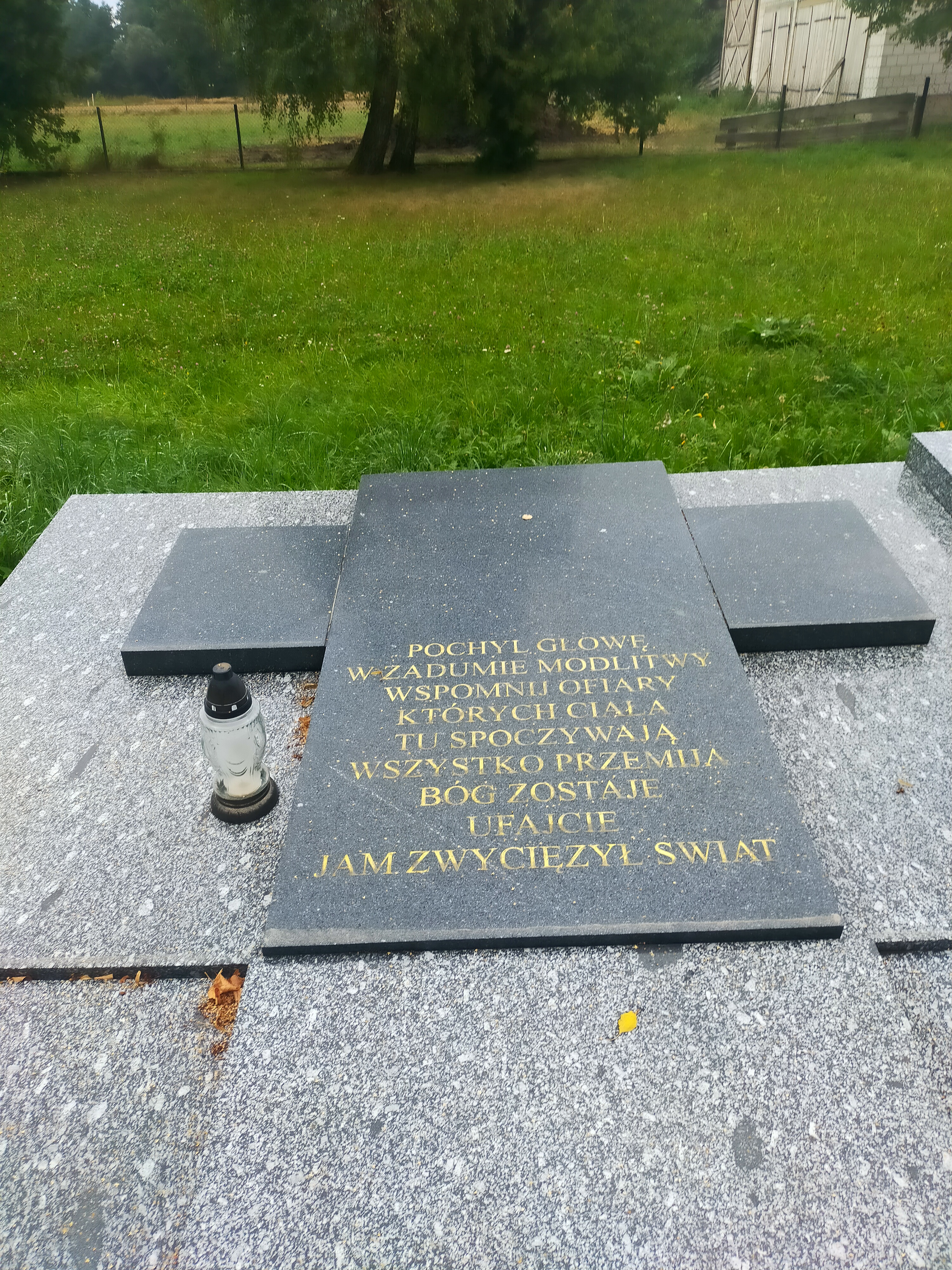
Jedna z masowych mogił w Krasowie-Częstkach

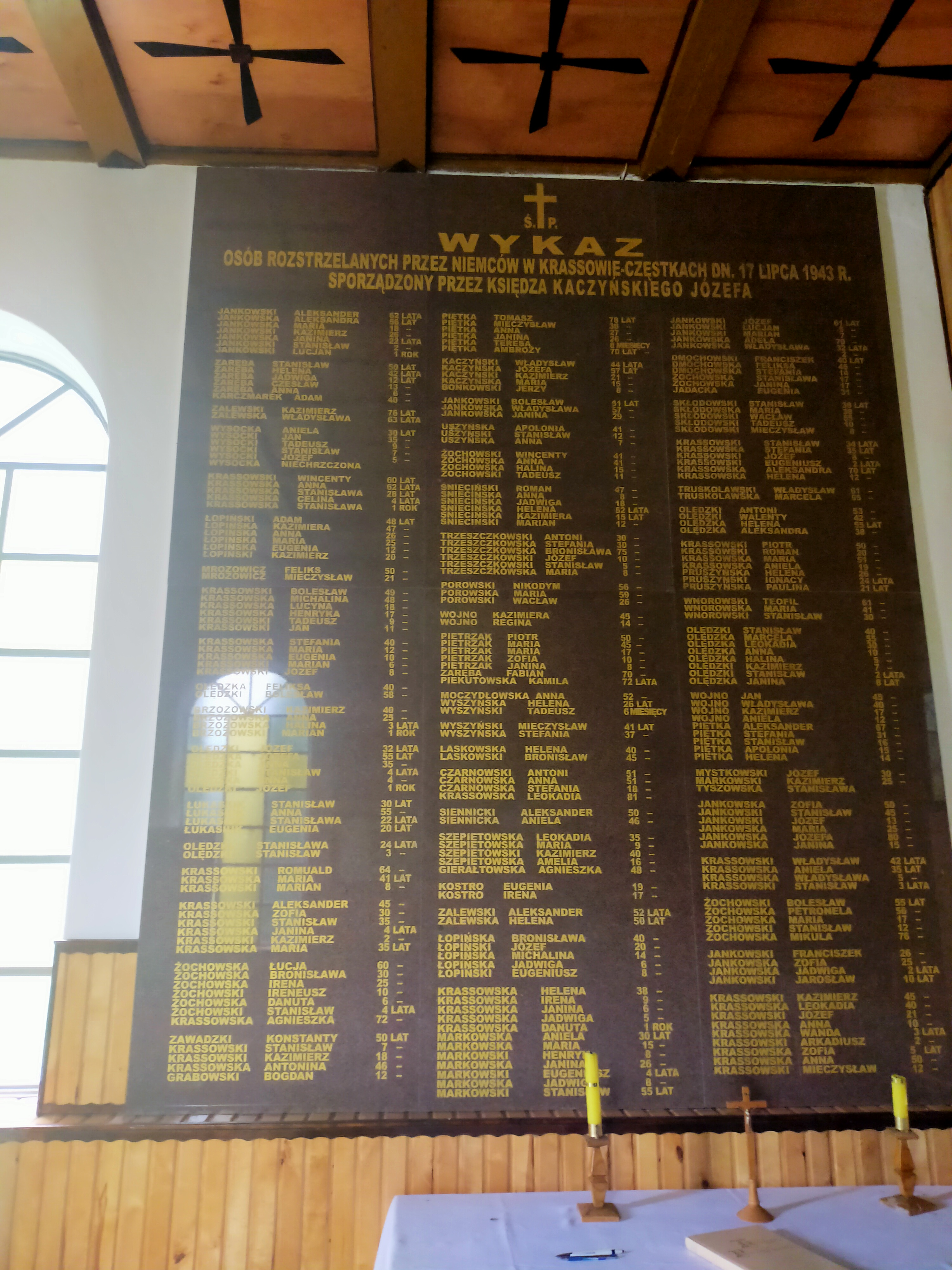
Tablica z listą ofiar pacyfikacji

16 lipca we wsiach sąsiadujących z Krasowem-Częstkami pojawili się niemieccy żandarmi, którzy zażądali od miejscowych sołtysów dostarczenia podwód. Woźnicom polecono, aby następnego dnia o świcie stawili się z furmankami w Krasowie-Częstkach.
Akcja pacyfikacyjna rozpoczęła się w nocy z 16 na 17 lipca. W historiografii można natrafić na pogląd, że kierował nią komisarz powiatowy w Łomży, Karl von Groeben. Według świadków towarzyszyli mu mieli: komisarz gminny w Szepietowie – Thamm, jego zastępca Wilhelm Danke vel Danko, dowódca Gendarmerie Abteilung w Wysokiem Mazowieckiem – porucznik Goss, dowódca posterunku żandarmerii w Wysokiem Mazowieckiem – Bittmann, dowódca posterunku żandarmerii w Dąbrówce Kościelnej i Szepietowie – Boeniger, komisarze rolni w Szepietowie – Dubnitzky i Pohl. W pacyfikacji uczestniczyć miał również szef łomżyńskiego Gestapo, SS-Obersturmführer E. K. Ennulat. W skład ekspedycji karnej wchodzili żandarmi z posterunków w Wysokiem Mazowieckiem, Dąbrówce Kościelnej i Szepietowie, Czyżewie, Nowych Piekutach. Według niektórych źródeł towarzyszyli im żandarmi polowi z posterunków w Łomży i Wysokiem Mazowieckiem oraz bliżej niezidentyfikowany oddział Wehrmachtu lub SS. Zdaniem Jerzego Smurzyńskiego owym „oddziałem SS” mogło być Kommando „Müller” – jednostka specjalna odpowiedzialna za liczne egzekucje i pacyfikacje, które w lipcu 1943 roku przeprowadzono na ziemi łomżyńskiej.
W pobliże wsi członkowie ekspedycji karnej podjechali samochodami. Następnie ustawili się w tyralierę i otoczyli zabudowania podwójnym lub potrójnym kordonem. Do Krasowa-Częstek wkroczyli o świcie. Idąc od domu do domu, metodycznie wypędzali mieszkańców na drogę, która biegła przez wieś. Wkrótce wszystkich zatrzymanych Polaków zaprowadzono do stodoły Stanisława Jankowskiego. W jej lewym zasieku zgromadzono mężczyzn i chłopców, w prawym – kobiety z małymi dziećmi. Wszystkim rozkazano położyć się twarzą do ziemi. Niemcy przystąpili do sprawdzania tożsamości zatrzymanych. Dwóm chłopcom spod Warszawy, którzy pracowali u miejscowych gospodarzy, dowodzący akcją żandarm pozwolił opuścić wieś.
Po pewnym czasie kilkunastu młodych mężczyzn zmuszono, by w pobliżu stodoły wykopali dwa masowe groby. Sprowadzonym z sąsiednich wsi Polakom rozkazano natomiast, aby zabrali z opustoszałych gospodarstw żywy inwentarz i mienie ruchome, a następnie zawieźli je do siedziby komisarza Thamma w Szepietowie.
Egzekucja rozpoczęła się około południa. Jako pierwsi zginęli mężczyźni, którzy pracowali przy kopaniu grobów. Zabito ich przy użyciu granatów. Spędzone do stodoły rodziny kolejno wywoływano według listy, odbierano im dokumenty, prowadzono na skraj grobów, po czym mordowano strzałem w tył głowy. Furman z sąsiedniej wsi, który był świadkiem egzekucji, zeznał, że ofiary oczekujące w stodole na egzekucję, śpiewały „Pod Twoją obronę”. W jednej mogile składano zwłoki mężczyzn, w drugiej – kobiet i dzieci. Zdarzało się, że małe dzieci wrzucano żywcem do grobu. Według świadków zastępca komisarza Danke miał przywiązać do swojego samochodu mężczyznę ze wsi Pułazie-Świerże nazwiskiem Mystkowski, a następnie żywego lub martwego ciągnąć za pojazdem. W międzyczasie Niemcy przystąpili do podpalania zabudowań. W płomieniach zginęła pewna liczba ukrywających się mieszkańców.
Tego dnia w Krasowie-Częstkach zamordowano 257 osób. W gronie ofiar znalazło się 83 lub 89 dzieci poniżej 17. roku życia. Jerzy Smurzyński podaje, że z masakry ocalało 35 mieszkańców. Były to osoby, które w czasie pacyfikacji zdołały się ukryć, niepostrzeżenie dołączyły do furmanów opróżniających gospodarstwa, lub tego dnia przebywały poza wsią. Inne źródła szacują liczbę ocalałych na dwanaście lub dziewiętnaście osób.
Autorzy opracowania Wieś białostocka oskarża… podają, że podczas pacyfikacji zniszczeniu uległo 55 domów, 54 stodoły i 60 obór. Ponadto Niemcy zrabowali inwentarz żywy i majątek ruchomy, w tym 86 koni i 183 krowy. Nieco inne dane podaje natomiast Smurzyński. Powołując się na ustalenia ks. Kaczyńskiego, twierdzi, że Niemcy zniszczyli 53 domy, 52 stodoły i 62 obory oraz zrabowali 85 koni, 178 krów, jak również nieustaloną ilość nierogacizny i drobiu. W czasie pacyfikacji spalenia uniknęło tylko jedno gospodarstwo, należące do Kazimierza Krassowskiego. Część zagrabionego mienia rozdano miejscowym Niemcom, mniej wartościowe przedmioty sprzedano ludności miejscowej.
W wielu źródłach można znaleźć informację, iż masakra w Krasowie-Częstkach była największą niemiecką zbrodnią popełnioną na wsi białostockiej. W rzeczywistości była to największa pacyfikacja przeprowadzona na terenach województwa białostockiego, które po 1945 roku pozostały w granicach Polski. Jeśli wziąć natomiast pod uwagę całość przedwojennego terytorium województwa, pod względem liczby ofiar przewyższyła ją pacyfikacja wsi Szaulicze w powiecie wołkowyskim (366 ofiar).

## Epilog

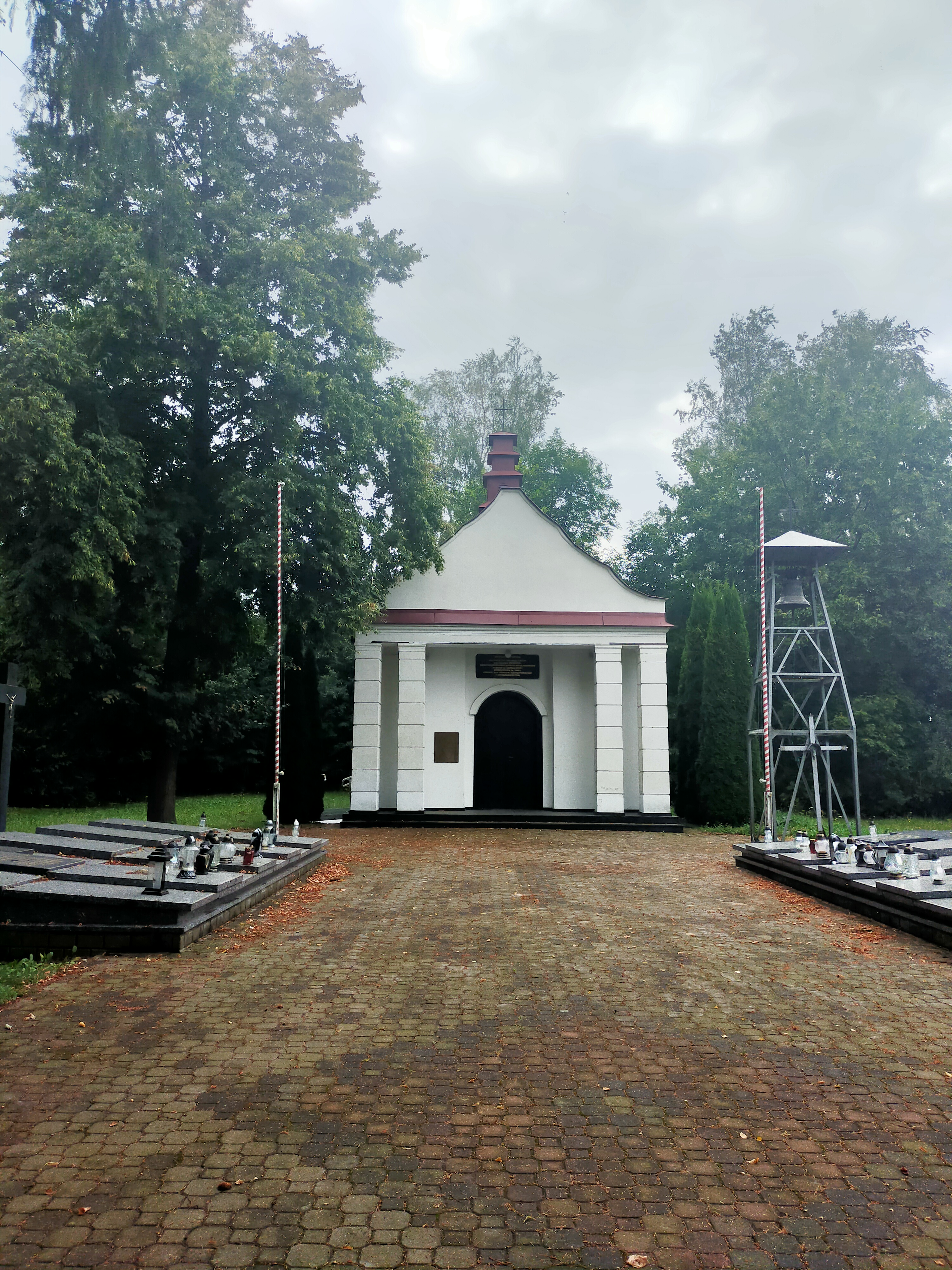
Kaplica wybudowana przez ks. Kaczyńskiego ku pamięci ofiar pacyfikacji Krasowa-Częstek

Niemcy zaorali teren, na którym wcześniej znajdowała się wieś. Według Józefa Fajkowskiego planowali urządzić tam folwark.
Masakra w Krasowie-Częstkach została odnotowana w raportach Delegatury Rządu na Kraj.
W odwecie za zbrodnię oddział partyzancki Uderzeniowych Batalionów Kadrowych (niedawno scalonych z AK), dowodzony przez ppor. Stanisława Karolkiewicza ps. „Szczęsny”, przeprowadził 15 sierpnia 1943 roku atak na wieś Mittenheide i leśnictwo Krummenheide w Prusach Wschodnich.
Po wojnie wieś częściowo odbudowano. Niedługo po wyparciu Niemców miejsce pochówku ofiar zostało ogrodzone i oznaczone brzozowym krzyżem. Wiele wysiłku w upamiętnienie wydarzeń z lipca 1943 roku włożył ks. Józef Kaczyński, który w czasie pacyfikacji stracił matkę i troje rodzeństwa. Wkrótce po masakrze przystąpił wraz z innymi ocalałymi mieszkańcami do sporządzania imiennej listy ofiar. Z jego inicjatywy w 1946 roku wybudowano w Krasowie-Częstkach kaplicę-mauzoleum. Stanęła ona nieopodal miejsca, gdzie znajdują się obie masowe mogiły. We wnętrzu kaplicy umieszczono dwie tablice: jedną z nazwiskami zamordowanych, drugą z nazwiskami ocalałych. Znajduje się tam również ołtarz z kopią obrazu Matki Boskiej Częstochowskiej oraz gabloty z fragmentami desek ze spalonych gospodarstw oraz zdjęciami wsi i jej mieszkańców, które ks. Kaczyński wykonał na krótko przed pacyfikacją. Co roku 17 lipca odbywają się tam msze w intencji ofiar.
W 1983 roku w kościele św. Kazimierza w Nowych Piekutach, parafialnym kościele dla Krasowa-Częstek, w którym posługę pełnił ks. Kaczyński, zawisł „dzwon pojednania”. Ufundowali go parafianie z niemieckiego Meckenheim, miejscowości, z której pochodziła wdowa po poruczniku Philippie Schweigerze.
Po 1960 roku materiały dotyczące pacyfikacji Krasowa-Częstek zostały przekazane przez Główną Komisję Badania Zbrodni Hitlerowskich w Polsce do Centrali Badania Zbrodni Narodowosocjalistycznych w Ludwigsburgu. Jej sprawcy, podobnie zresztą jak sprawcy wielu innych zbrodni popełnionych na terenach wiejskich okupowanej Polski, nie zostali jednak nigdy osądzeni. Karl von Groeben zajmował po wojnie wysokie stanowisko w strukturach zachodnioniemieckiego Ministerstwa ds. Wypędzonych.
O zbrodni w Krasowie-Częstkach opowiada polski film dokumentalny Czarny lipiec z 2001 roku (reż. Agnieszka Arnold).